# Кулак (герб)
Герб «Кулак» (пол. Kułak) — польский дворянский герб.

## Описание герба
На красном поле секира (топор), справа которой полумесяц возле острия секиры, слева — шестиконечная звезда, и ниже, вдоль рукоятки секиры — два лапчатых креста.

## Герб используют
Кулаки (Kułak), Кулаковичи (Kułakowicz), Около-Кулаки (Około-Kułak).